# Za dom spremni
Za dom spremni, skraćeno ZDS, pozdrav je koji je nastao u Nezavisnoj Državi Hrvatskoj za vrijeme Drugog svjetskog rata. Njime su se služili pretežito pripadnici ustaškog pokreta, a bio je ustaški ekvivalent nacističkom pozdravu Sieg Heil. Taj pozdrav bio je jedan od simbola ustaškog režima te je kao takav upotrebljavan na svim službenim dokumentima NDH. Početkom 1950-ih dio hrvatske emigracije pavelićevskog izvorišta napustio je pozdrav „Za dom spremni!”, smatrajući ga politički kompromitirajućim. Pozdrav je ponovo populariziran tijekom Domovinskog rata, u kojem su ga kao krilaticu upotrebljavale paravojne postrojbe HOS-a. Tijekom Domovinskog rata i nakon njega pozdrav se često upotrebljavao u javnosti te je bio prisutan u medijskom prostoru i popularnoj kulturi. Odlukama Visokog prekršajnog suda od 27. siječnja 2016. i Ustavnog suda od 8. studenoga 2016. pozdrav Za dom spremni proglašen je protupravnim jer »simbolizira mržnju prema ljudima drugačije vjerske i etničke pripadnosti, manifestaciju rasističke ideologije, kao i podcjenjivanje žrtava zločina protiv čovječnosti«. Usprkos tomu, pozdrav se upotrebljava u hrvatskom javnom prostoru zbog suprotnih presuda u odnosu na one Visokoga prekršajnoga suda te odluka tijela javne uprave RH.

## Upotreba za vrijeme Drugog svjetskog rata
Ustaški pokret, pokret radikalnih hrvatskih nacionalista i fašista, odmah nakon osnutka marionetske NDH, za novi službeni i revolucionarni pozdrav odabrao je pozdrav „Za dom spremni” za upotrebu u službenoj korespondenciji i svakodnevnom životu. Dana 10. travnja 1941. Slavko Kvaternik, zamjenik poglavnika Ante Pavelića, proglasio je uspostavu NDH na Radiju Zagreb u 16 sati i 10 minuta, a svoj govor završio je pozdravom „Bog i Hrvati! Za dom spremni!”
Ante Pavelić, vođa ustaškog pokreta, izraz „Za dom spremni!“ upotrebljavao je barem od 1932., a njime se služio i u osobnim prepiskama čak i nakon završetka rata u egzilu (1945. – 1956.). Taj je izraz postao službeni pozdrav toga pokreta, te se on po uspostavi Nezavisne države Hrvatske (NDH) nalazio na svim službenim dokumentima, a njime su navodno završavali i neki javni događaji i slično. Svi službeni vladini i vojni dokumenti obično su završavali pozdravom „Za dom spremni”.
U listopadu 1941. ministar u vladi NDH Mile Budak proglasio je stroga pravila o obveznoj upotrebi pozdrava. U lipnju 1941. Jure Francetić, ustaški komesar za Sarajevo, izdao je okružnicu koju je uputio tijelima ustaške državne uprave o važnosti upotrebe ustaškog pozdrava. Kako piše britanski povjesničar Rory Yeomans, ustaške vlasti bile su razočarane lošim prijemom pozdrava među stanovništvom, čak i na teritoriju gdje je ustaški režim bio popularan i gdje je uživao podršku naroda. Državni dužnosnici i mediji koje je kontrolirala država stalno su se žalili na manjak uporabe novog pozdrava i prijetili su prijekorima i sankcijama onima koji ga nisu upotrebljavali. Tijekom 1944. novine su objavile čitateljima kako »u Nezavisnoj državi Hrvatskoj postoji samo jedan pozdrav – Za dom spremni«. Prema Yeomansu ustaški je pokret upotrebu novog pozdrava smatrao »ne samo ideološkim pitanjem, već i pitanjem nacionalnog ponosa«. Ustaški dužnosnik Mijo Bzik žučno je napadao sve druge pozdrave kao strane, podaničke i ropske.
Kao dio nove ustaške kulturne i jezične politike vlada je čak pokušala zamijeniti pozdrav „halo” koji se upotrebljava u telefonskim razgovorima sa „spreman”, a Državni izvještajni i promičbeni ured pokušao je utvrditi koliko je ljudi doista upotrebljavalo taj pozdrav tako što je nasumice vršio telefonske pozive koji su se snimali i bilježio jesu li ljudi odgovarali s „halo” ili „spreman”. Nekima koji nisu odgovorili sa „spreman” telefoni su čak i konfiscirani.
U to vrijeme pozdrav se upotrebljavao na razne načine. Na primjer, u formi „Za poglavnika i za dom spremni!” ili u obliku pitanja i odgovora: „Za dom?! – Spremni”, „Za koga?! – Za poglavnika”. U uporabi je postojao i oblik Za Boga i poglavnika svoga – Uvijek spremni! na raznim zastavama koje je NDH upotrebljavala.
Povjesničar Hrvoje Klasić s Filozofskog fakulteta u Zagrebu navodi da se „Za dom spremni” kao izraz nije javio ni u kakvim povijesnim dokumentima sve do nastanka Nezavisne Države Hrvatske 1941. I drugi se hrvatski povjesničari, kao što su Tvrtko Jakovina i Ante Nazor, te bivši ministar kulture Zlatko Hasanbegović, slažu sa stavom da je „Za dom spremni” izvorno ustaški pozdrav.

## Korištenje u modernoj Hrvatskoj

### Korištenje na nogometnim utakmicama
Pozdrav su često koristili pripadnici navijačkih skupina u Hrvatskoj.
Dana 19. studenoga 2013. godine, po završetku kvalifikacijske nogometne utakmice između reprezentacija Hrvatske i Islanda za Svjetsko prvenstvo u nogometu na stadionu Maksimir, hrvatski reprezentativac, Josip Šimunić, uzeo je mikrofon i okrenuo se prema gledateljima te uzviknuo „Za dom!”, nakon čega je uzdignutom lijevom rukom (u kojoj je držao dres nogometne reprezentacije Islanda, kojega je primio u razmjeni nakon utakmice) pozvao gledatelje na odgovor, na što je znatan broj prisutnih gledatelja odgovorilo riječju „Spremni!”, a potom je sve to isto ponovio još tri puta. Općinsko državno odvjetništvo u Zagrebu ocijenilo je kako čin Josipa Šimunića »predstavlja manifestaciju rasističke ideologije, prezir prema drugim ljudima zbog njihove vjerske i etničke pripadnosti te trivijaliziranje žrtava zločina protiv čovječnosti« te mu je izdalo prekršajni nalog na najveći mogući iznos, odnosno 25.000 kuna po čemu je kasnije donesena i pravomoćna presuda.
Disciplinski odbor FIFA-e kaznio ga je s deset utakmica suspenzije zbog neprimjerenog skandiranja i diskriminacijskog ponašanja. Šimunić je uložio žalbu Sportskom arbitražnom sudu u Lausanni koja je kasnije odbijena te je sud potvrdio kaznu FIFA-e od 10 utakmica suspenzije te 30.000 švicarskih franaka.

### Kontroverze oko korištenja pozdrava u Jasenovcu
Predstavnici udruge branitelja HOS -a su 5. studenoga 2016. godine na zgradi vrtića u Jasenovcu podigli spomen-ploču u čast 11 pripadnika postrojbe koji su poginuli u Domovinskom ratu braneći taj dio Hrvatske. Kako je na grbu HOS-a istaknut i natpis „Za dom spremni” cijeli događaj izaziva velike kontroverze i podjele u društvu: ljevičarski političari, aktivisti i intelektualci zahtijevaju skidanje ploče. Krajem prosinca aktivisti Inicijative mladih za ljudska prava prelijepili su ploču s tekstom u obliku pisma zbog čega su privedeni u policiju na obavijesni razgovor a sve postaje prvoklasno dnevnopolitičko pitanje. Kako bi se stišale neproduktivne polemike i podjele u društvu, Vlada RH je ožujku 2017. godine osnovala Povjerenstvo za suočavanje s prošlošću sačinjeno od uglednih profesora koje bi trebalo odrediti konačan stav države prema svim totalitarnim režimima odnosno legalnost korištenja znakovlja takvih režima. Međutim kako Vlada ploču nije uklonila, predstavnici Koordinacije židovskih općina odlučili su bojkotirati službenu komemoraciju stradanja u Jasenovcu. Kasnijom rekonstrukcijom vlade za koje su u vladu ušla stranka HNS i zastupnici srpske nacionalne manjine, sve više rastu pritisci prema predsjedniku vlade vezano uz rješenja pitanja kontroverzne ploče radi čega predsjednik vlade krajem kolovoza saziva sastanak užeg članstva HDZ-a i najavljuje skoro rješenje problema riječima: 
»Tražimo najbolji zakonski put za zamjenu ploče tj. kontekst Jasenovca staviti u korelaciju s onim što piše na ploči, uz puno poštovanje prema žrtvi hrvatskih branitelja, 11 pripadnika HOS-a koji su tamo ostavili najviše što imaju – svoje živote. Međutim, kontekst ustaškog režima u Jasenovcu i taj slogan ne idu skupa i to je ono za što ćemo naći rješenje«.

### Pozdrav u hrvatskoj politici
Predsjednica Kolinda Grabar-Kitarović izjavila je 2017. godine da je Za dom spremni »stari hrvatski pozdrav, no nažalost kompromitiran je u vrijeme ustaških dana«. U veljači 2019. godine, Grabar-Kitarović je izjavila da je tom izjavom napravila grešku i da prihvaća »činjenicu koju su mi iznijeli hrvatski povjesničari, da to nije stari hrvatski pozdrav«.
Pero Kovačević iznosi 2019. godine mišljenje da povijest ne završava s Drugim svjetskim ratom te da je pozdrav „Za dom spremni” – kao službeni pozdrav postrojbi HOS-a - zadobio u tom ratu drugačiji sadržaj, nego što bi on bio ranije. Slično mišljenje iznosi koordinacija braniteljskih i stradalničkih udruga iz Splita u srpnju 2017. godine, koja u zajedničkom priopćenju navodi da se izjednačavanjem toga pozdrava s ustaškim pozdravom pokušava »narušavati čast i dostojanstvo svih onih koji su ga časno nosili, od kojih su mnogi poginuli«. Iznose potpisnici zajedničke izjave da je pozdrav HOS-a „čist kao suza” jer pod njim nisu proganjani ljudi po vjerskoj, rasnoj ili nacionalnoj osnovi niti je bilo koji pripadnik HOS-a optužen za ratni zločin u Republici Hrvatskoj ili BiH. U priopćenju se još argumentira da su u razdoblju NDH korištena i neka druga hrvatska državna obilježja, koja se koriste i danas – primjerice povijesni grb na hrvatskoj zastavi, pjevala se himna Lijepa naša, naziv novca bio je kuna kao što je i danas, bili su isti nazivi vojnih postrojba i činova; te da se ne mogu svi hrvatski simboli pripisivati ustaškom režimu samo zato što ih je i on koristio.

### Popularna kultura
Pozdrav je od 1991. godine na TV-u, radiju, športskim natjecanjima i drugim javnim priredbama vrlo učestalo izvođen kao početak popularne domoljubne pjesme Bojna Čavoglave, a bio je i dio službenih oznaka na odorama nekih vojnih postrojba Hrvatske vojske (HOS), te je do danas službeno registrirani znak nekih braniteljskih udruga. Međutim je približno od 2011. godine počela u javnosti oštra debata o naravi tog pozdrava, a MUP RH je počeo podnositi prekršajne prijave zbog njegovog korištenja, čak i protiv samog Marka Perkovića Thompsona jer na koncertima zajedno s publikom nastavlja pjevati svoju najpopularniju pjesmu, pri čemu su neki mediji prenosili kako publika »skandira ustaške pozdrave«.
Više popularnih pjesama nastalih nakon 1990. godine sadrži pozdrav „Za dom spremni”:
- Bojna Čavoglave (Marko Perković Thompson) je najpoznatiji primjer i jedna je od najizvođenijih pjesama od hrvatskoga osamostaljenja. Nastala je 1991. godine, na samom početku agresije na Hrvatsku. Počinje stihovima: »Za dom! Spremni! U Zagori na izvoru rijeke Čikole stala braća da obrane naše domove!« U nastavku pjeva o zajedništvu među Hrvatima i poručuje srpskim četnicima i dragovoljcima da su banda koju treba goniti preko izvora rijeke. Kaže da neće ući u Čavoglave dokle god su živi bojovnici iz Čavoglava, čija ruka će ih stići i u Srbiji.[44]
- Lijepo li je Hrvat biti (Marko Perković Thompson), poznata i kao Pravaška himna. Pjesma govori kako je lijepo biti Hrvat, ljubiti Boga i bližnjega, i umrijeti u svojoj domovini. Zaziva i „oca domovine” misleći na pravaša Antu Starčevića, nakon čega kaže: »A HOS-ovci pozdravljaju svoju domovinu: 'za dom spremni i slobodu hrvatskome rodu'!« Poručuje svojoj zemlji da živi vječno i ne strepi jer će ju pravaši uvijek časno braniti.
- Bijeli golubovi (Marko Perković Thompson), poznata i kao Bijeli križ, spada među najljepše balade o palim braniteljima. Počinje stihovima o bijelom križu koji je opomena svim prolaznicima da razmisle o cijeni koja je plaćena za slobodu hrvatskog naroda i samostalnost RH. »Ovdje je palo golubova jato, a bili su za dom, bili samo za to. Pomoli se, onda dalje kreni. Na ovom su mjestu pali golubovi bijeli. S ognjem pakla tu su se sreli, ostala su polomljena krila, a bili su za dom spremni.«[45]
- 113. šibenska brigada (Mišo Kovač) pjesma je o hrabrim Šibenčanima koji brane Šibenik i Hrvatsku. »Krv sinova diljem Lijepe naše rodnu grudu natapa i vlaži. Sve smo dali, dat ćemo još više, za dom spremni Šibenčani! 113. šibenska brigada hrvatsku nam grudu čuva svetu...«
- Vukovi sa Svilaje (Siniša Vuco). Pjesma govori o hrabrim Mirlovčanima od kojih je formirana samostalna satnija i poručuje četničkim banditima neka uzmu sve što je njihovo i odu. »Formira se četa samostalna od boraca hrabrih Mirlovčana. U boj kreću, trobojnicom mašu, za dom spremni i za Lijepu našu! (...) Nosi bando ono što je tvoje, mi ne damo pedalj zemlje svoje! Mi ne damo, niti ćemo dati, pivaj brate, pivaj brate, živili Hrvati!« Pjesma završava gromoglasnim povikom: „Za dom!“
- Domovino (Siniša Vuco). Pjesma iz 1991. posvećena je hrvatskoj zemlji i borcima, a govori da opet gori stari plam i za domovinu nije teško ginuti. Počinje riječima: »Ja znam da boli te, al' nemoj majko brinuti. Samo nas pozovi, tvoji su sinovi za dom spremni ginuti!«[46]
- Sve do Zemuna (Dražen Zečić) pjesma je iz razdoblja Domovinskog rata, a govori o obnovi hrvatske države. »Ni tisuće granata, ni grom pušaka neće nas vratiti ni za koraka, neće nas vratiti ni za koraka. Jer uz nas je pravda, jer uz nas je Bog, zato za dom spremni smo u odlučni boj, zato za dom spremni smo u odlučni boj! Zato pojmo braćo mila preko Drniša, preko Knina, Vukovara sve do Zemuna!« Pjesma se nalazi na albumu Evo zore, evo dana iz 1992. godine.[47]

### Peticija o službenom korištenju pozdrava u Hrvatskoj vojsci
Krajem kolovoza 2015. godine pokrenuta je internetska peticija na inicijativu nekadašnjeg zapovjednika obrane Vukovara Branka Borkovića – Mladog Jastreba. Po tvrdnjama organizatora potpisalo ju je 3200 osoba. Inicijativa je bila da se pozdrav „Za dom spremni” uvede kao službeni pozdrav u Oružane snage RH, a potpisnici su od predsjednice Republike Hrvatske Kolinde Grabar-Kitarović i predsjednika HDZ-a Tomislava Karamarka zahtijevali da predlože izmjene Zakona o hrvatskoj vojsci kako bi se pozdrav „Za dom spremni” uveo u službenu vojnu uporabu. Iz Ureda Predsjednice očitovali su se porukom kako je inicijativa toliko neozbiljna da ne zaslužuje službeno očitovanje.
Zadarski nadbiskup Želimir Puljić predložio je u to vrijeme 2015. godine da se raspiše referendum, u kojem bi referendumsko pitanje bilo: »Jeste li za dekriminalizaciju pozdrava Za dom spremni?«

## Pravni status
Pozdrav „Za dom spremni” nije eksplicitno zabranjen zakonima Republike Hrvatske. Policija protiv spornog pozdrava postupa po Prekršajnom zakonu i srodnim protudiskriminacijskim zakonima i tretira ga kao prekršaj, a ne kazneno djelo (govora mržnje). Primjerice, tijekom pretresa kuće u potrazi za skrivenim oružjem u Kistanju kraj Knina u lipnju 2017. policija je oduzela majicu s ispisanim pozdravom i osobu koja je majicu nosila prijavila za remećenje javnog reda i mira.
Zbog isticanja krilatice „Za dom spremni” u Republici Hrvatskoj MUP RH približno od 2011. godine pokreće prekršajne postupke zbog prekršaja iz Zakonu o javnom redu i miru, Zakonu o javnom okupljanju i/ili Zakonu o sprječavanju nereda na športskim natjecanjima; hrvatski sudovi su u tim postupcima uglavnom donosili oslobađajuće presude. Nužno je napomenuti da je promicanje fašizma i korištenje fašističkih obilježja u RH kazneno djelo, no zbog korištenja pozdrava „Za dom” ne postoje kaznene prijave. Vođeni su međutim prekršajni postupci te je Ustavni sud Republike Hrvatske u jednoj odluci iz 2016. godine ocijenio da ne predstavlja nedopušteno ograničavanje slobode govora, ako se prekršajno kazni osobu koja taj pozdrav izvikuje na športskom natjecanju.
U 2011., Općinski sud u Kninu odbacio je optužbe protiv obrtnika koji je prodavao suvenire na kojima je bio otisnut pozdrav „Za dom spremni“. Sud je presudio kako optuženi nije nosio odjeću ili suvenire koji sadrže slogan koji potiče nacionalnu, rasni ili vjersku mržnju, već ih je samo prodavao. Iako je nošenje ili uporaba tih predmeta kažnjivo, prodaja nije. Sud je u presudi citirao izjavu optuženog kako je pozdrav »'Za dom spremni' poznat kroz cijelu hrvatsku povijest još od vremena Šubića i Zrinskog te da se time ne predstavlja nikakvo ustaško obilježje kako mu se vjerojatno stavlja na teret.«, ali nije iznio stav po tom pitanju.
Odlukama Visokog prekršajnog suda od 27. siječnja 2016. te Ustavnog suda od 8. studenoga 2016. pozdrav Za dom spremni proglašen je protupravnim jer »simbolizira mržnju prema ljudima drugačije vjerske i etničke pripadnosti, manifestaciju rasističke ideologije, kao i podcjenjivanje žrtava zločina protiv čovječnosti«
U prosincu 2016. Ured državne uprave u Varaždinskoj županiji odbio je registrirati braniteljsku udrugu, nakon što je Udruga dragovoljaca hrvatskih obrambenih snaga grada Varaždina zatražila registraciju svojeg Statuta. U odbijenici je navedeno da je »općepoznato da se uzvik 'Za dom' uz pozdrav 'Spremni' koristio kao službeni pozdrav totalitarnog režima Nezavisne države Hrvatske te je kao takav ukorijenjen kao simbol rasističke ideologije, uz izraženi prezir prema drugim ljudima zbog njihove vjerske i etničke pripadnosti te trivijaliziranje žrtava zločina protiv čovječnosti«. U rješenju se konstatira da je Statutom utvrđen opis pečata i znaka u suprotnosti sa Zakonom o udrugama i Ustavom Republike Hrvatske. Na to se rješenje udruga HOS-ovaca iz Varaždina žalila Ministarstvu uprave, koje je u travnju 2017. godine predmet vratilo na ponovni postupak nadležnom uredu.
Ustavni sud Republike Hrvatske je u tri različite prilike (svibanj i prosinac 2016.) potvrdio odluke nižih sudova kako su osobe koje su isticale ili koristile pozdrav počinile kršenje Zakona o javnom redu i miru i poticale na mržnju.
Nakon uzvikivanja spornog pozdrava na nogometnoj utakmici hrvatski nogometni reprezentativac Josip Šimunić dobio je pravomoćnu osuđujuću presudu za »poticanje mržnje na temelju rasne, nacionalne i vjerske pripadnosti jer je riječ o pozdravu korištenom u NDH koji predstavlja manifestaciju rasističke ideologije«. Ta je presuda prethodno potvrđena i od Visokog prekršajnog suda koji je iznio mišljenje kako je Šimunić »izrazio neprihvatljive političke ideje na kojima Republika Hrvatska kao demokratska zemlja nije utemeljena«.
U kolovozu 2019. u presudi u slučaju korištenja pozdrava u pjesmi Bojna Čavoglave, Visoki prekršajni sud iznio je mišljenje kako se radi o povredi Članka 39. Ustava Republike Hrvatske koji brani poticanje na mržnju bilo koje vrste. Iz tog razloga potvrđena je ranija presuda pjevaču Marku Perkoviću Thompsonu. Međutim, u lipnju 2020. Visoki prekršajni sud je uvažio žalbu pjevača i donio presudu kako Marko Perković Thompson nije počinio prekršaj protiv javnog reda i mira koristeći sporni pozdrav u svojoj pjesmi. Ova odluka je naišla na velike kritike od hrvatskih pravnih stručnjaka kao izlazak iz okvira prava, ustava pa čak i sudske procedure. Ustavni sud se nakon takve presude obratio javnosti izjavom u kojoj je podsjetio da je donio presudu kako je pozdrav „Za dom spremni“ ustaški i kako se njegovim korištenje krši Ustav Republike Hrvatske.

## Kontroverze oko nastanka
Suvremeni zagovaratelji korištenja pozdrava tvrde kako postoji navodni kontinuitet i tradicija korištenja pozdrava još iz doba prije 2. svjetskog rata. Povjesničar Hrvoje Klasić s Filozofskog fakulteta u Zagrebu navodi da se „Za dom spremni” kao izraz nije javio ni u kakvim povijesnim dokumentima sve do nastanka Nezavisne Države Hrvatske 1941. godine. I drugi se hrvatski povjesničari, kao što su Tvrtko Jakovina i Ante Nazor, te bivši ministar kulture Zlatko Hasanbegović koji je također povjesničar, slažu sa stavom da je „Za dom spremni” izvorno ustaški pozdrav.
Poklonici pozdrava tvrde i to da u 19. stoljeću ban Josip Jelačić povikom „Za dom!” poveo vojsku iz Varaždina u bitku s Mađarima. Prema istim izvorima vojska je odgovorila sa „Spremni”. Međutim, povjesničari ne nalaze nikakve povijesne dokumente ili bilo kakav drugi kredibilni dokaz koji spominje Jelačićevo korištenje pozdrava „Za dom”. Ono što jesu našli je samo to da je fraza „Za dom i narod Slavjanski” korištena na memorijalnoj ploči posvećenoj Jelačiću u spomen događajima i njegovoj pobjedi u revolucionarnoj 1848. godini.
Izraz „Za dom” (bez završetka „spremni”) prvi put se spominje u neutralnoj inačici, 1684. godine, u spjevu, Odiljenje sigetsko, o Opsadi Sigeta, kojeg je napisao Pavao Ritter Vitezović. Izraz se spominje i u operi, Nikola Šubić Zrinjski, koju je 1876. godine skladao Ivan Zajc, te u nekoliko brojeva književnog časopisa, Danica, iz 19. stoljeća. Izraz „Za dom” također je dokumentiran kao pozdrav u varaždinskom tjedniku, Hrvatsko jedinstvo, u broju iz 1939. godine. Međutim, nema podataka da je taj pozdrav bio osobito često korišten.